# Pereskia nemorosa
Pereskia nemorosa är en kaktusväxtart som beskrevs av Rojas Acosta. Pereskia nemorosa ingår i släktet trädkaktusar, och familjen kaktusväxter. Inga underarter finns listade i Catalogue of Life.